# Antonio Lima de Faria
Antonio José Cortesão Pais Lima de Faria, född den 4 juli 1921 i Cantanhede, Portugal, död 27 december 2023 i Lund, Sverige, var en svensk biolog. Han är far till Martin, Kristian och Alice Lima de Faria.
Lima de Faria avlade studentexamen i Lissabon 1940, blev licenciado em ciências biológicas där 1945 och var assistent på botaniska institutionen vid Lissabons universitet 1945–1947. Han avlade filosofie licentiatexamen i Lund 1952 och promoverades till filosofie doktor där 1956. Han var amanuens på genetiska institutionen vid Lunds universitet 1950–1956, extra ordinarie docent i genetik där 1956–1963 samt tillförordnad laborator i cytologi 1957–1958 och 1959–1961. Lima de Faria tillträdde en extra ordinarie forskartjänst i molekylär cytogenetik vid Statens naturvetenskapliga forskningsråd 1964 och blev professor där 1969, vilket han förblev till sin pensionering. Han var visiting professor vid Duke University i Durham i Förenta staterna 1964–65, guest scientist vid Cornell University Medical Center i New York 1965. Lima de Faria blev ledamot av Mendelska sällskapet 1949, av International Society for Cell Biology 1960, av American Society for Cell Biology 1961, av Nordiska föreningen för cellforskning 1960, av Nordiska genetikerföreningen 1961 och av American Biophysics Society 1962. Bland hans skrifter märks Fine structure of the kinetochore and of the arms and its bearing on chromosome organisation (doktorsavhandling, 1956).